# The Good Life (band)
The Good Life is een Amerikaanse indierockband uit Omaha (Nebraska) en is opgericht door Tim Kasher, zanger en gitarist van Cursive. De naam van de vierkoppige band uit Omaha komt van een straatnaambord van de staat Nebraska en wordt beschouwd als de slogan van de staat.

## Bezetting
Huidige bezetting
- Tim Kasher (zang, gitaar, keyboards)
- Ryan Fox (keyboards, gitaar, basgitaar)
- Stefanie Drootin (basgitaar, keyboards, zang)
- Roger Lewis (drums)

Voormalige leden
- Ted Stevens (basgitaar, 2002)
- Landon Hedges (basgitaar, 2000–2002)
- Jiha Lee (keyboards, 2001)
- Mike Heim (keyboards, 2000–2001)

## Geschiedenis
Tim Kasher plande aanvankelijk The Good Life als een solo-project om songmateriaal te verwerken, dat niet geschikt leek voor zijn andere muziekprojecten. Voor dit project wist hij Roger Lewis, Landon Hedges en Mike Heim te winnen als studiomuzikanten en in 2000 bracht hij het debuutalbum Novena on a Nocturn uit bij het Better Looking Records label uit San Diego. Mike Heim op toetsenbord werd in 2001 op korte termijn vervangen door Jiha Lee. Daarna ging Kasher terug naar zijn bandproject Cursive en stopte hij met werken aan zijn project The Good Life.
In 2002 ontstond uiteindelijk hun eigen band die, aangevuld met Ryan Fox, in hetzelfde jaar het album Black Out uitbracht bij Saddle Creek Records. Na de opnamen stapte Landon Hedges uit, die werd vervangen door Ted Stevens. Met Stefanie Drootin kon de band eindelijk een permanente vervanger vinden. In mei 2004 verscheen de ep Lovers Need Lawyers en in augustus 2004 het derde album Album of the Year, dat tot nu toe als het beste songmateriaal van de formatie wordt beschouwd. Op 11 september 2007 verscheen het vierde album Help Wanted Nights in de Verenigde Staten. In Duitsland werd het op 5 oktober 2007 uitgebracht via Indigo. In 2008 bracht de band Tokyo Police Club het album Elephant Shell uit, dat ook een remix bevat van het Good Life-nummer Listen To The Math.

## Discografie

### Albums
- 2000: Novena on a Nocturn (Better Looking)
- 2002: Black Out (Saddle Creek)
- 2004: Album of the Year (Saddle Creek)
- 2007: Help Wanted Nights (Saddle Creek)
- 2015: Everybody's Coming Down (Saddle Creek)

### Ep's
- 2004: Lovers need Lawyers (Saddle Creek)

### Singles
- 2007: Heartbroke (Saddle Creek)

### Samenwerkingen
- 2002: Days Of The Week – Devil In The Woods 52 (Devil In The Woods)
- 2008: Listen To The Math – Elephant Shell (Memphis Industries)

### Compilaties
- 2000: Tell Shipwreck I'm SorryTell Shipwreck I'm Sorry – Holiday Matinee No. 2 (Better Looking)
- 2002: I Am an Island/Off the Beaten Path – NE vs. NC (Redemption Recording)
- 2003: I Am an Island/Aftercrash – Saddle Creek 50 (Saddle Creek)
- 2003: Haunted Homecoming – Amos House Collection (Wishing Tree)
- 2004: Grandma's Gone – Comes With a Smile No. 12 (Comes With a Smile)
- 2005: New Year's Retribution – Lagniappe: A Saddle Creek Benefit for Hurricane Katrina (Saddle Creek)
- 2006: A New Friend – Happy Hollow Saddle Creek Label Sampler (Saddle Creek)
- 2007: Heartbroke – All Areas Volume 86 (Visions Magazine)
- 2007: Heartbroke – The Cornerstone Player 074 (Cornerstone Promotion)